# Стригиль

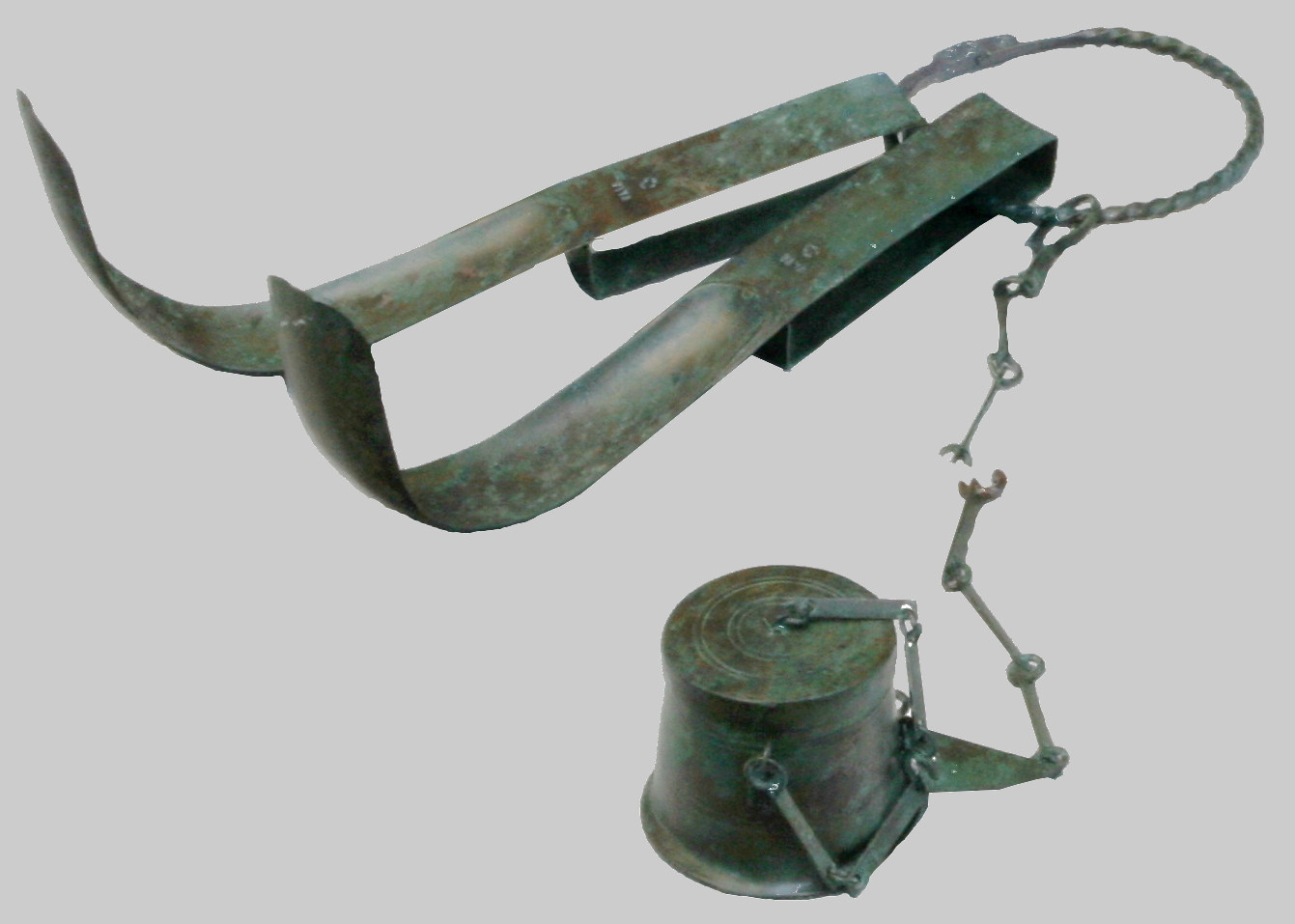
Древнеримский стригиль. I в. н. э. и сосуд для ароматического масла

Стригиль (др.-греч. στλεγγίς, лат. strigilis) — в античности до изобретения мыла серповидный скребок для очищения поверхности кожи от пота и грязи. Изготавливался из бронзы или другого металла. Для этого тело предварительно намазывалось маслом. В термах очищение стригилем часто выполняли рабы. Изображение стригиля встречается на античных вазах.